# Леопольдсгеє
Леопольдсгеє (нім. Leopoldshöhe) — громада в Німеччині, знаходиться в землі Північний Рейн-Вестфалія. Підпорядковується адміністративному округу Детмольд. Входить до складу району Ліппе.
Площа — 36,94 км2. Населення становить 16 382 ос. (станом на 31 грудня 2020).